# Собор Святого Андрея (Сингапур)
Собор Сент-Эндрю (кит.  圣安德烈座堂) — англиканский собор в Сингапуре, крупнейший собор в стране. Он расположен возле транспортной развязки City Hall в Деловом центре в Центральном районе Сингапура. Собор — кафедральный для англиканской епархии Сингапура и является главным для 26 приходов и более чем 55 общин в Сингапуре. Символом собора является крест святого Андрея.

## История

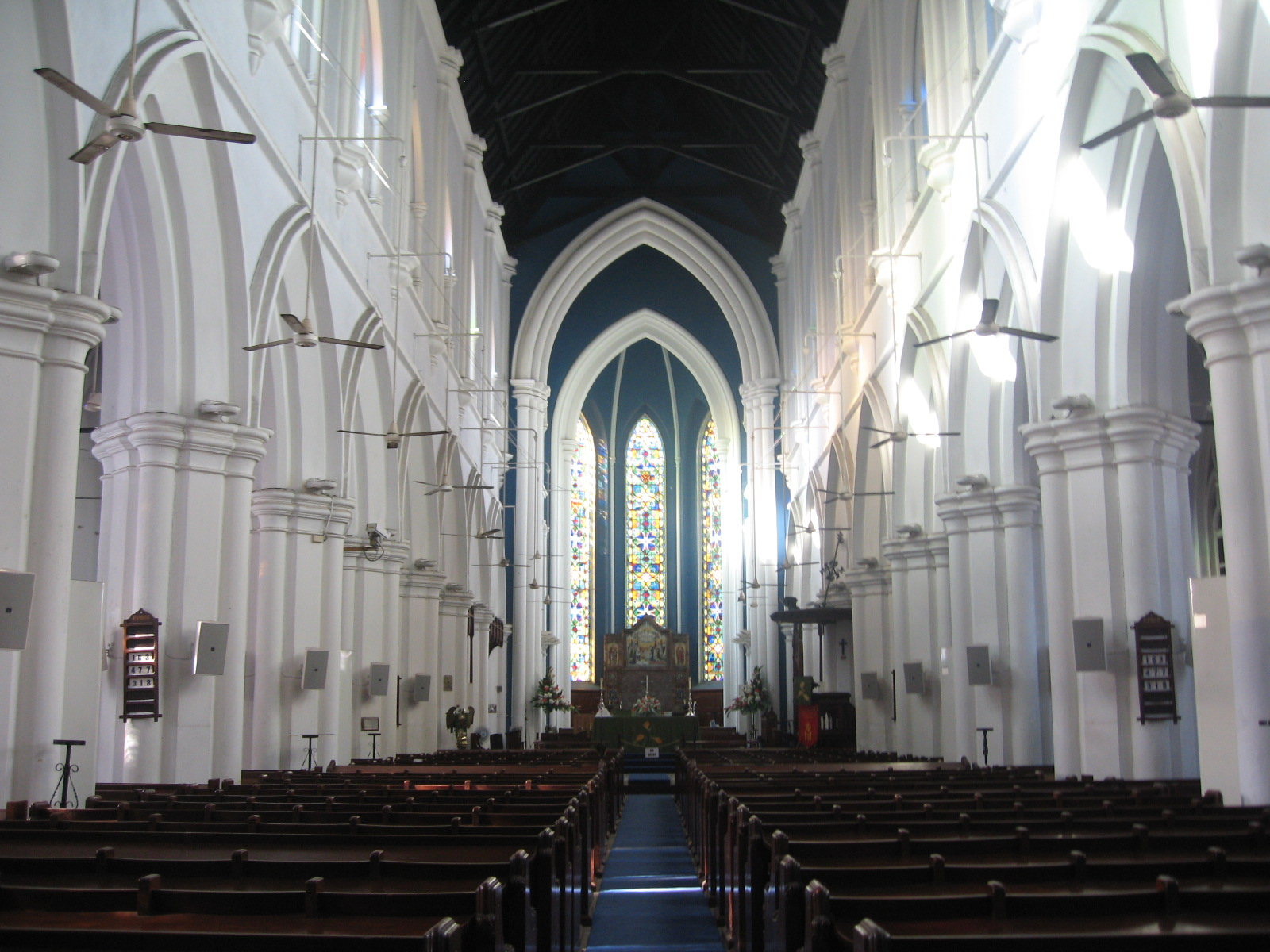
Неф Собора Сент-Эндрю

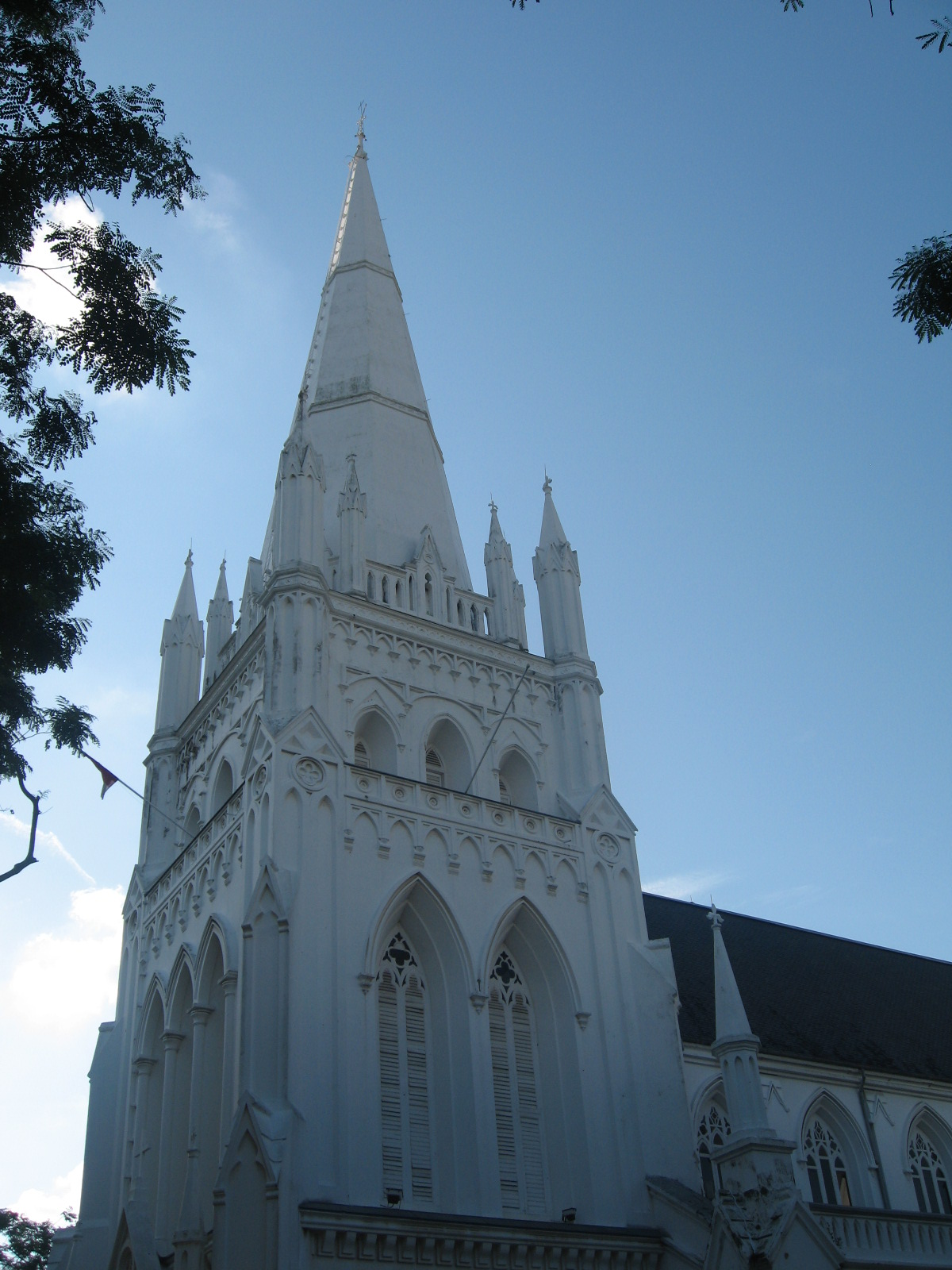
Главный шпиль Собора Сент-Эндрю

Первоначальный вариант церкви Сент-Эндрю был построен в 1835—1836 годах по проекту Джордж Коулмана Друмгула. Вторая церковь была задумана Джоном Турнбуллом Томсоном и возведена около 1842 года. Из-за молвы о живущих в церкви злых духах и разрушений, связанных с попаданием молний в 1845 и 1849 годах, церковь была закрыта в 1852 и в 1855 году снесена.
Полковник и инженер Рональд МакФерсон возвёл новую церковь. Чтобы сэкономить, он использовал труд индийских каторжников, как и во многих других строительствах. Даниэль Вилсон, епископ Калькутты заложил первый камень в основание 4 марта 1856 год, и первая служба состоялась 1 октября 1861 года. Сменивший Вилсона епископ освятил храм 25 января 1862 года. В 1869 году храм был переведён из юрисдикции Калькутты под руководство Епархии Лабуана и Саравака, и в 1870 году архидиакон Джон Аллейн Бекли освятил храм, как Кафедральный собор Объединённой епархии.
Собор принадлежит Синоду Сингапурской епархии, и является центром Сингапурской Англиканской Миссии. Хотя собор и англиканский, но посвящён он святому покровителю Шотландии, так как был построен на пожертвования шотландских купцов.
В 1942 году незадолго до взятия Сингапура японцами, в здании собора располагался госпиталь. Его настоятель епископ Джон Уилсон был брошен японцами в тюрьму и подвергался ужасным пыткам.
Собор Сент-Эндрю получил статус Памятника национального значения 6 июля 1973 года.

## Архитектура
Первая церковь была возведена в палладиевом стиле Джорджом Коулманом Друмгулом, архитектором, которому принадлежит авторство над многими важнейшими сооружениями раннего колониального Сингапура.
Вторая церковь, спроектированная Д.T. Томсоном, имела башню со шпилем, из-за чего подвергалась попаданиям молний и была вскоре снесена.
Третий и нынешний вариант Собора был построен индийскими осуждёнными по проекту и под руководством Рональда МакФерсона в неоготическом архитектурном стиле.
Стрельчатые окна, башенки и декорированный шпиль напоминают собор в Солсбери, являясь образцом английской готической архитектуры. Стены собора покрыты штукатуркой «чунам» (смеси яичного белка, скорлупы, известника, сахара, кокосовой стружки и воды), придающей им яркий белый цвет.
Внутри собора расположены также надгробия солдат, погибших во время сипайского мятежа 1915 года и двух мировых войн, а также фамильные медные мемориальные доски.